# Stor-Illbystjärnen
Stor-Illbystjärnen är en sjö i Bodens kommun i Norrbotten och ingår i Luleälvens huvudavrinningsområde. Sjön har en area på 0,0599 kvadratkilometer och ligger 174,5 meter över havet.

## Delavrinningsområde
Stor-Illbystjärnen ingår i det delavrinningsområde (732000-176314) som SMHI kallar för Mynnar i Luleälvens vattendragsyta. Medelhöjden är 83 meter över havet och ytan är 19,79 kvadratkilometer. Det finns inga avrinningsområden uppströms utan avrinningsområdet är högsta punkten. Storbäcken som avvattnar avrinningsområdet har biflödesordning 2, vilket innebär att vattnet flödar genom totalt 2 vattendrag innan det når havet efter 41 kilometer. Avrinningsområdet består mestadels av skog (80 procent). Avrinningsområdet har 0,9 kvadratkilometer vattenytor vilket ger det en sjöprocent på 4,6 procent. Bebyggelsen i området täcker en yta av 0,43 kvadratkilometer eller 2 procent av avrinningsområdet.